# Hildegardia (dieren)
Hildegardia is een geslacht van rechtvleugeligen uit de familie doornsprinkhanen (Tetrigidae). De wetenschappelijke naam van dit geslacht is voor het eerst geldig gepubliceerd in 1974 door Günther.

## Soorten
Het geslacht Hildegardia omvat de volgende soorten:
- Hildegardia mauritiicola Günther, 1974
- Hildegardia mauritiivaga Günther, 1974
- Hildegardia reuniivaga Hugel, 2007